# 다니엘레 마닌
다니엘레 마닌(Daniele Manin, 1804년 5월 13일~1857년 9월 22일)은 이탈리아의 정치인으로, 베네치아의 리소르지멘토 (이탈리아 통일운동) 지도자였다. 1848년 이탈리아 혁명에 즈음하여 오스트리아 제국으로부터 독립을 선포한 산마르코 공화국의 대통령을 역임하였으나 원조에 나선 사르데냐 왕국이 오스트리아군에 패하면서 망명하였다.

## 생애

### 젊은 시절

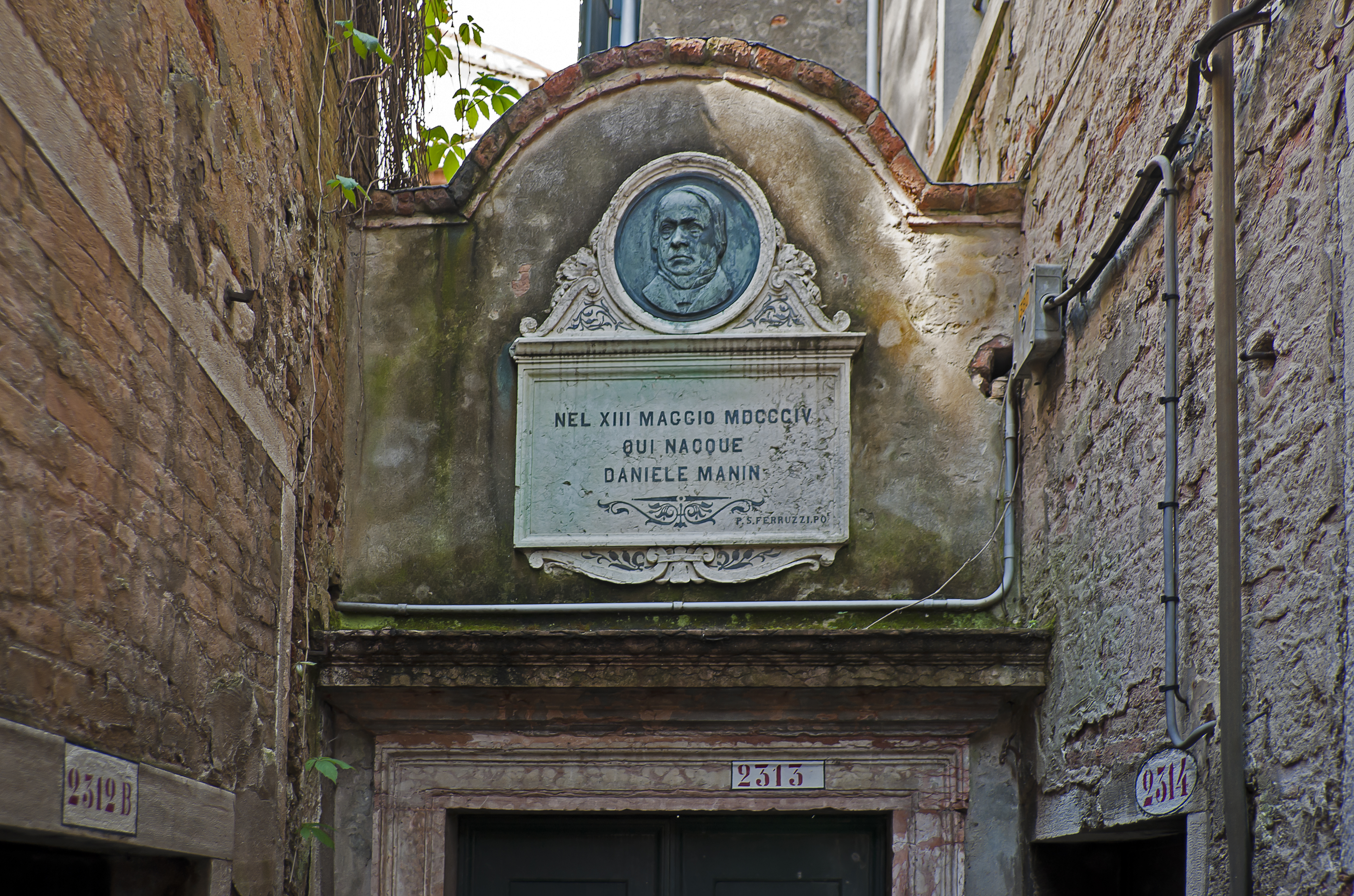
베네치아에 있는 다니엘레 마닌의 생가, 라모 아스토리

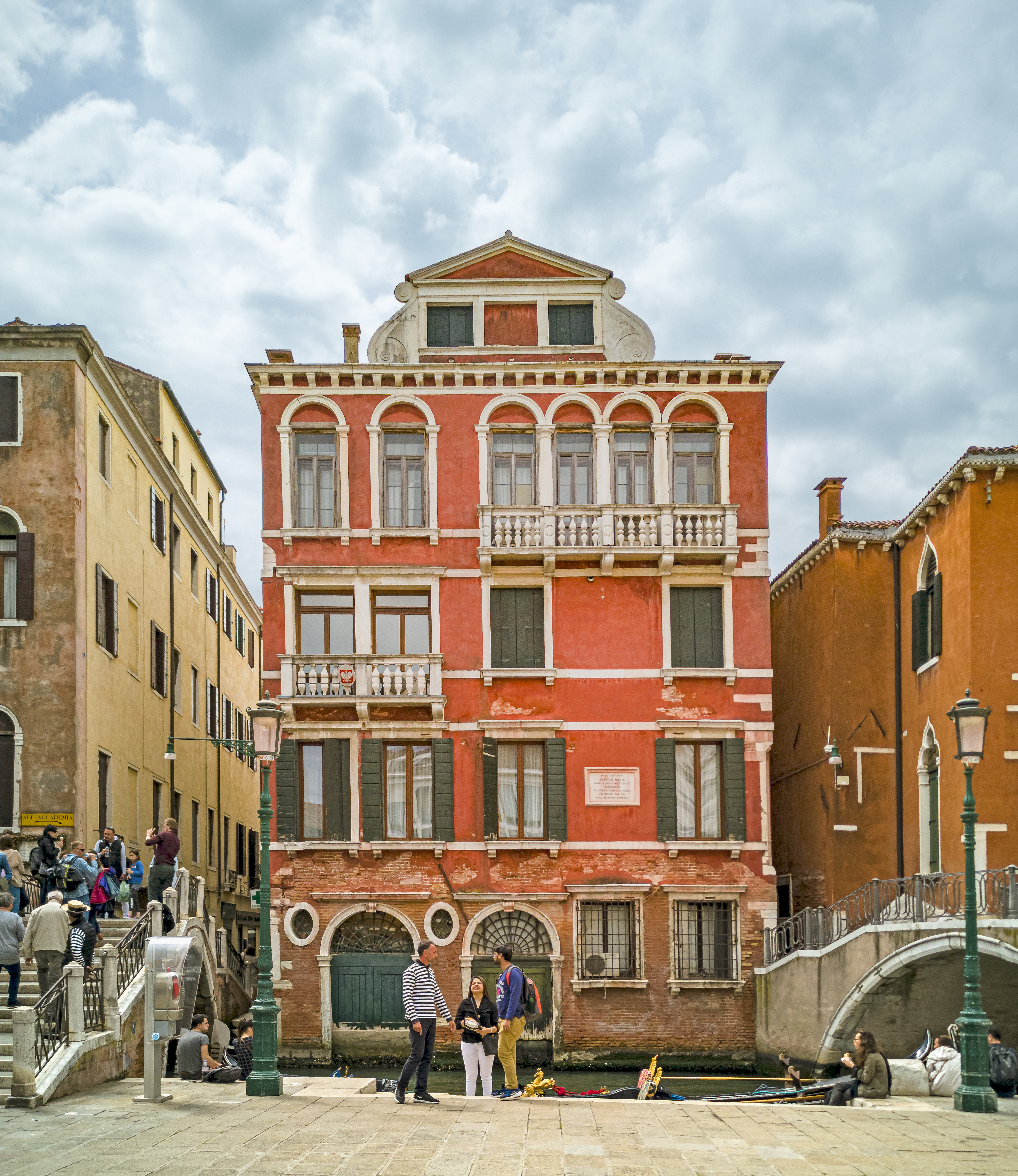
다니엘레 마닌이 살았던 집

다니엘레 마닌은 베네치아의 라모 아스토리 (Ramo Astori)에서 '다니엘레 폰세카' (Daniele Fonseca)라는 이름으로 태어났다. 마닌이 태어난 생가에는 명판이 세워져 있다.
어머니 안나 마리아 벨로토 (Anna Maria Bellotto)는 파도바 출신이었고, 아버지 피에트로 안토니오 폰세카(Pietro Antonio Fonseca, 1762년~1829년)는 베로나 출신 가문이었다. 다니엘레의 할아버지 사무엘레 메디나 (Samuele Medina) 역시 베로나 출신으로서 유대인 혈동이었지만, 1759년 기독교로 개종하였다. 당시 마지막 베네치아 도제였던 루도비코 마닌이 개종을 지원해주었기에 마닌이라는 성씨를 빌려왔다. 다니엘레 마닌의 조카딸은 화가이자 판화가인 레오폴디나 자네티 보르치노였다.

### 혁명 지도자로서의 활동
마닌은 파도바 대학교에서 법학을 전공하였으며, 어린 시절부터 당시 베네치아를 통치하던 오스트리아 제국을 증오하였다. 1844년에는 오스트리아 해군에서 복무하던 베네치아인 반디에라 형제가 나폴리의 부르봉 왕가에 대항하여 봉기를 일으켰다가 실패로 돌아가는 사건이 벌어졌지만 베네치아 시민들의 애국심에 불을 붙이는 계기로 작용하였다. 1847년 마닌은 오스트리아가 용인한 자문 기구인 베네치아 의회에 청원서를 제출하여 국민의 요구 사항을 오스트리아 황제에게 알렸다. 이후 1848년 1월 18일 대역죄 혐의로 체포되었지만, 그 소식이 베네치아 시민들에게 알려지면서 더욱 동요시킬 뿐이었다.
두 달 후인 1848년 3월 17일 베네치아 시민들은 봉기를 일으켜 오스트리아 총독인 팔피 백작으로 하여금 마닌을 석방하도록 하였다. 머지않아 베네치아에 주둔하던 오스트리아군은 통제력을 상실하였다. 혁명가들은 베네치아 병기창을 접수하고, 마닌의 지휘에 따라 시민군과 임시 정부가 수립되었다. 오스트리아군은 3월 26일에 베네치아에서 철수했고, 마닌은 신생 산마르코 공화국의 대통령이 되었다.
마닌은 이탈리아 통일운동을 지지하는 입장이었으며 프랑스의 지원을 바랐기에 피에몬테 왕국으로의 합병에 크게 염려하지 않았다. 1848년 8월 7일에는 피에몬테 의원들에게 자신의 권한을 이양하기까지 했다. 쿠스토차 전투에서 피에몬테군이 패배하고 카를로 알베르토 국왕이 롬바르디아와 베네치아를 오스트리아에게 넘겨주는 휴전 협정이 체결되자, 베네치아 시민들은 왕실 위원들을 린치하려 하였으나 마닌이 나서 시민들을 진정시켰다. 이후 베네치아 의회가 소집되었고, 마닌을 수장으로 하는 삼두정치가 발족하였다.
1848년 말, 오스트리아군은 베네치아 본토 전역을 재점령했다. 1849년 초 마닌은 다시 공화국 대통령으로 선출되었고, 베네치아시를 점령하려는 오스트리아군의 공격에 시민들과 맞서 싸우며 도시 방어를 전두지휘했다. 이듬해 1849년 3월 노바라 전투에서 카를로 알베르토의 군대가 대패하자, 베네치아 의회는 마닌에게 전권 부여를 의결하였다.
그 사이 오스트리아군은 베네치아 시 주변을 포위했다. 마닌은 나폴리 장군 굴리엘모 페페의 지원을 받았는데, 페페는 국왕의 명령에 반하여 나폴리군을 이끌고 베네치아 방어에 나서준 상황이었다. 1849년 5월 26일 베네치아 시민들은 마르게라 요새를 포기하고 곧 기근에 시달렸다. 6월 19일에는 화약고가 폭발했고, 7월에는 콜레라가 발생했다. 이후 오스트리아 포대가 베네치아를 포격하기 시작했으며, 사르데냐 함대가 아드리아해에서 철수하면서 바다에서도 포격을 당하게 되었다.
1849년 8월 24일 다니엘레 마닌은 오스트리아 측과 협상에 나서 본인과 페페 장군, 그 외 혁명 지도자들을 추려 사면을 얻어냈다. 8월 27일, 마닌은 프랑스 선박에 승선하여 베네치아를 떠나 망명길에 올랐다.

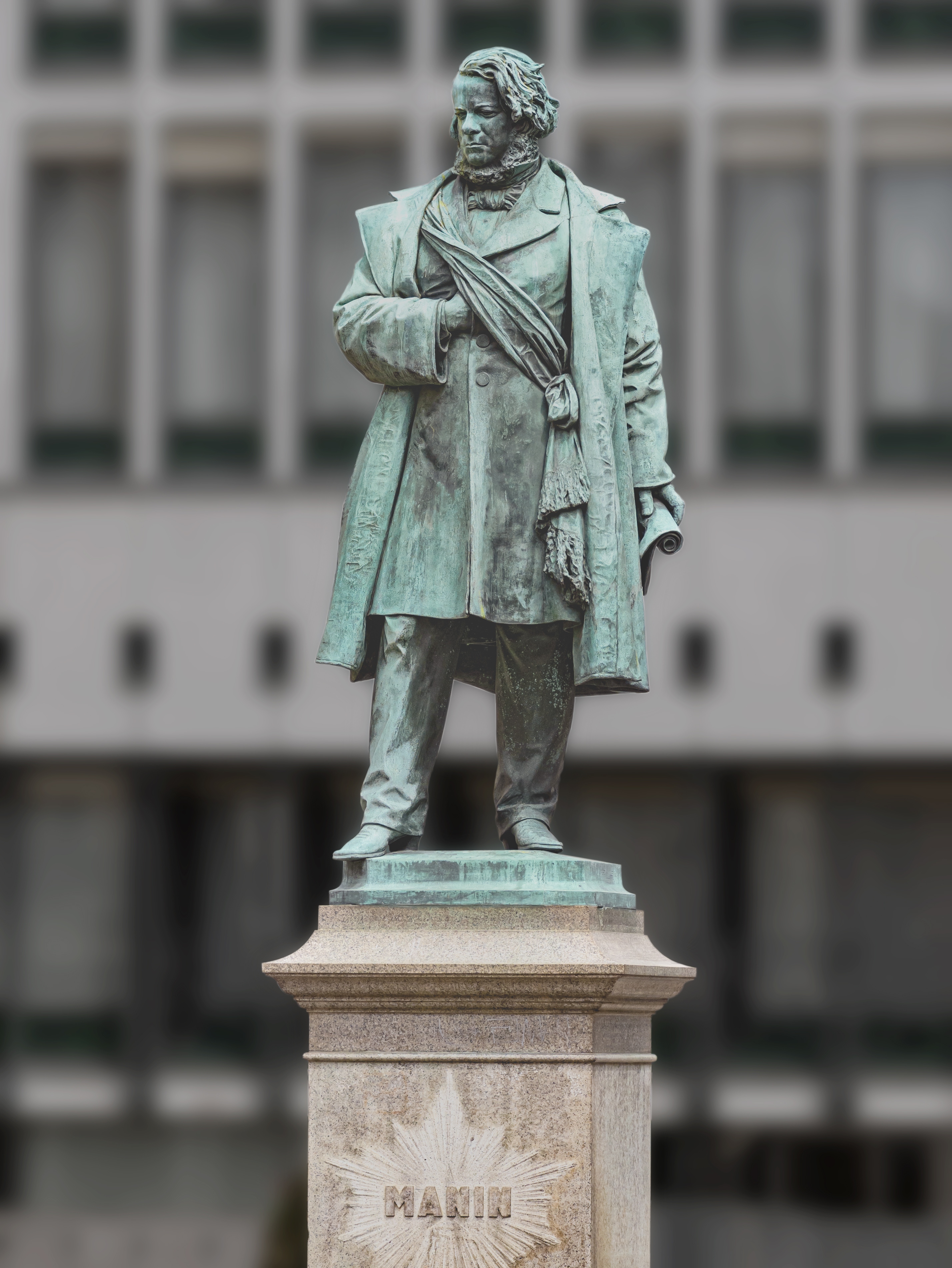
루이지 보로가 베네치아에 세운 1875년 기념비의 마닌 동상

## 망명과 말년
베네치아를 떠나고 마르세유에 도착한 뒤 마닌은 아내와 사별하고 파리로 건너갔다. 다니엘레 마닌은 그곳에서 함께 망명 생활을 하던 이탈리아 혁명가들 사이에서 지도자로 거듭났다. 파리에서의 활동 과정에서 마닌은 공화주의자에서 군주주의자로 전향하였으며, 비토리오 에마누엘레 2세 국왕의 지원이 있어야 이탈리아가 해방될 수 있다고 확신하였다. 그리고 조르조 팔라비치니, 주세페 라 파리나와 함께 피에몬테 왕국의 주도하는 통일 사상을 전파하려는 목적에서 이탈리아 국민협회를 설립하였다.
1854년에는 딸이 병에 걸려 사망했고, 1857년 9월 22일에는 마닌 본인도 세상을 떠났다. 사후 아리 셰페르의 가족 묘지에 안장되었다. 1868년 오스트리아군이 베네치아에서 철수한 지 2년 후, 마닌의 유해는 고향으로 옮겨져 국장을 거행하였다. 마닌의 관을 실은 곤돌라는 금빛으로 찬란한 산마르코의 사자로 장식된 활모양으로 장식되고, 검은색 크레이프로 가려진 베네치아기를 달고서, 이탈리아 국기를 흔드는 두 개의 대형 은색 동상이 달려 있었다. 이들 동상은 이탈리아와 베네치아의 통일을 상징했다. 오늘날 마닌의 유해는 산 마르코 대성당 북쪽에 있는 피아체타 데이 레온치니의 석관에 안치되어 있다.